# Керимзаде, Фарид Эльмар оглы
Фарид Эльмар оглы Керимзаде (азерб. Kərimzadə Fərid Elmar oğlu; 5 апреля 1997) — азербайджанский футболист, полузащитник клуба «Араз-Нахчыван».

## Клубная карьера
Фарид Керимзаде является воспитанником сумгаитской школы футбола. Профессиональную карьеру футболиста начал в 2013 году с выступления в клубе Премьер-лиги ФК «Сумгаит», где чередует свои выступления как в основе, так и в дубле клуба.
Дебютировал в составе «химиков» 19 февраля 2014 года в гостевом матче XXXII тура Топаз Премьер-Лиги против закатальского «Симурга».

### Чемпионат
Статистика выступлений в чемпионате Азербайджана по сезонам:
| № | Сезон       | Клуб   | Игр | Голов | В запасе |
| - | ----------- | ------ | --- | ----- | -------- |
| 3 | 2013 / 2014 | «Баку» | 2   | 0     | 9        |
| 4 | 2014 / 2015 | «Баку» | 0   | 0     | 0        |

### Кубок
Статистика выступлений в Кубке Азербайджана по сезонам:
| № | Сезон       | Клуб   | Игр | Голов | В замене |
| - | ----------- | ------ | --- | ----- | -------- |
| 1 | 2013 / 2014 | «Баку» | 0   | 0     | 1        |

## Сборная
В мае 2013 года в составе юношеской сборной Азербайджана до 17 лет принимал участие в III международном юношеском турнире «Caspian Cup», традиционно проходившим в Баку.
С 25 по 29 ноября 2013 года принимал участие в учебно-тренировочных сборах юношеской сборной Азербайджана до 19 лет, проходивших в Баку.